# 黑手黨戰爭
《黑手黨戰爭》（英語：Mafia Wars）是一個由Zynga開發的大型多人線上社交網絡遊戲。在遊戲中，玩家將會扮演一位自己創造的黑社會歹徒，與其他線上玩家打架及完成任務以換取獎勵及力量。此遊戲為自助增值形式，即玩家能夠如常免費遊戲，同時能夠付款購買遊戲中的一些額外優惠。直至2011年7月，此遊戲有約800萬活躍玩家。
《黑手黨戰爭》於2009年獲得威比獎的人民之聲獎。《黑手黨戰爭》於社交服務網站、iPhone及Android電話上運行。《黑手黨戰爭》的續集《黑手黨戰爭2》於2011年10月運作，2012年12月30日關閉。
2016年4月5日，Zynga透過討論區宣佈《黑手黨戰爭》於2016年6月6日關閉，玩家已在遊戲內收到通知。

## 用戶數量
於2010年8月，《黑手黨戰爭》在Facebook上擁有4,550萬月活躍用戶。於2011年4月，Appdata.com報告指出，《黑手黨戰爭》的月活躍用戶下降至1,070萬人，而日活躍用戶則僅有170萬人。於2012年2月，《黑手黨戰爭》的月活躍用戶下降至54萬人，比續集《黑手黨戰爭2》還要少。於2013年3月，《黑手黨戰爭》的月活躍用戶回升至92萬人，而日活躍用戶則下降至25萬人。

## 遊戲

《黑手黨戰爭》的紐約任務目錄截圖。

《黑手黨戰爭》的初始設定地點為紐約市，而隨著玩家的等級上升，玩家可以穿梭於倫敦、芝加哥、拉斯維加斯、巴西和意大利之間。
遊戲中，玩家的主要工作為與其他玩家戰鬥及完成任務來賺取現金、物品和經驗。而玩家的最終目標為建立並擴張自己的犯罪帝國。玩家亦可以通過招募其他玩家來創建自己的黑幫以對抗別的黑幫，而這些玩家可以透過Facebook、MySpace和Friendster招募回來。另外，玩家亦可以付款來增強自己的實力。
在《黑手黨戰爭》中，玩家的行動會被3個儀表限制。這3個計算器分別是能量儀表、生命值儀表和耐力儀表，而這些儀表都會隨著時間回復。當玩家完成任務時，便會失去能量。當能量下降至0時，玩家便不能夠再做任務。而當玩家與其他玩家戰鬥時，就會失去生命值和耐力。同樣，當生命值或耐力下降至0時，玩家便不能夠再戰鬥。在戰鬥中，玩家的黑幫規模越大，且自己的攻擊力越高，勝出的機會就會越高。戰鬥結束後，勝出的一方能夠獲取對方的現金和物品，而雙方都會被扣減生命值。在《黑手黨戰爭》中，有多種物品、交通工具、裝備、動物、手下等。玩家可以透過戰鬥、完成任務、互贈禮品等獲取物品。玩家在遊戲中亦會升級。當玩家戰鬥或完成任務後，就會收到經驗值。當玩家收集經驗值到一定的地步後，玩家就會升級。玩家還可以完成特殊任務（如連續進行50次戰鬥）來獲取特別獎勵。當玩家升級後，玩家就會獲得一些技能點數。這些技能點數能讓玩家提升自己的攻擊力、防禦力、能量、生命值及耐力。玩家達到一定的級數還可以前往其他地區完成其他任務。

## 廣告
於2010年8月，Zynga在舊金山舉辦了一次推廣活動。戴維斯·艾倫廣告公司是此推廣活動的負責人。他們將虛假的25000美元紙幣貼在舊金山人行道旁，以推廣《黑手黨戰爭：拉斯維加斯》。副市檢察長亞歷克斯·謝把這次推廣活動戲稱為「非法的並可採取行動的」。而是次推廣活動的總負責人為戴維斯·艾倫本人。

## 訴訟案
於2009年，創立《暴民戰爭》（Mob Wars）的地大衛·梅斯達控告Zynga的在《黑手黨戰爭》侵犯了《暴民戰爭》的版權。為此，Zynga修改了部份《黑手黨戰爭》的遊戲模式，但梅斯達仍然堅持Zynga侵權。。同年9月，Zynga與梅斯達達成協議，Zynga將支付約700萬至900萬版權費予梅斯達，比原先梅斯達要求的1000萬少。

## 商標糾紛
於2009年7月1日，即《黑手黨戰爭》在Facebook上發佈後一個月後，Zynga向美國專利和商標局提交了《黑手黨戰爭》標誌的商標請求。之後，Zynga開始售賣印有《黑手黨戰爭》標誌的衣服。但是，大衛·科勒建早於2009年6月15日已向向美國專利和商標局提交了同名的服裝及服飾商標請求。於2009年11月，Zynga發現了大衛·科勒建的商標請求，故於2009年12月1日向美國專利和商標局提出了異議。
於2010年8月，數碼巧克力控告Zynga謊稱自己創造了《黑手黨戰爭》的標誌。數碼巧克力指出自己在《黑手黨戰爭》推出前已發佈了一個同名的手機遊戲。根據《TGDaily》指出，Zynga承諾會停止使用「黑手黨戰爭」一名，但最後沒有履行承諾。

## 外部連結
- 黑手黨戰爭官方網站（页面存档备份，存于）
- 黑手黨戰爭 官方博客（页面存档备份，存于）
- 黑手黨戰爭手提（页面存档备份，存于）